# Игнатовское (Ленинградская область)
Игнатовское — посёлок в Винницком сельском поселении Подпорожского района Ленинградской области.

## История
На карте Ленинградской области Северо-западного аэрогеодезического треста ГГУ издания 1932 года посёлок Игнатовское не значится.

Урочище Игнатовское на карте 1940 года

На топографической карте РККА 1940 года издания на месте современного посёлка обозначены «бараки».
Посёлок Игнатовское учитывается областными административными данными с 1 января 1950 года в Гонгинском сельсовете Винницкого района.
В 1958 году население посёлка составляло 300 человек.
С 1963 года в Лодейнопольском районе, с 1965 года — в составе Винницкого сельсовета Подпорожского района.
По данным 1966, 1973 и 1990 годов посёлок Игнатовское также входил в состав Винницкого сельсовета.
В 1997 году в посёлке Игнатовское Винницкой волости проживали 176 человек, в 2002 году — 46 человек (русские — 83 %).
В 2007 году в посёлке Игнатовское Винницкого СП проживали 127 человек.

## География
Посёлок расположен в юго-западной части района на автодороге 41К-742 (подъезд к посёлку Игнатовское).
Расстояние до административного центра поселения — 34 км.
Расстояние до ближайшей железнодорожной станции Подпорожье — 76 км.
Через посёлок протекает река Тукша.

## Демография
| 1958 | 1997 | 2007 | 2010 | 2017 |
| ---- | ---- | ---- | ---- | ---- |
| 300  | ↘176 | ↘127 | ↘83  | ↗86  |

### Национальный состав
Согласно данным Всероссийской переписи населения 2021 года в посёлке проживал 61 человек, из них:
 русские — 53, вепсы — 8 человек.

## Улицы
Заречная, Лесная, Тихая, Школьная.